# Janusz Zabłocki

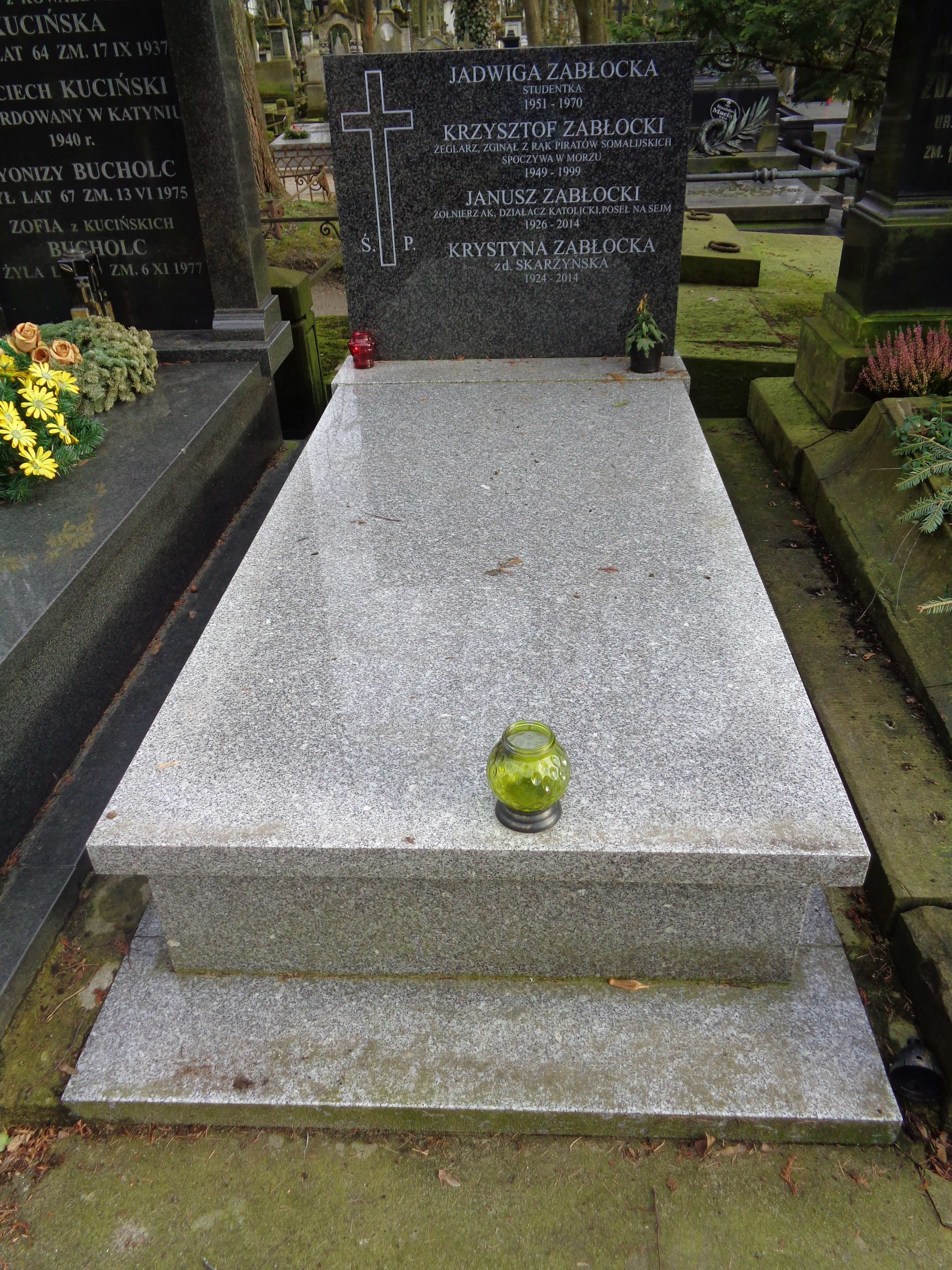
Grób Janusza Zabłockiego na cmentarzu Powązkowskim

Janusz Zbigniew Zabłocki (ur. 18 lutego 1926 w Grodzisku Mazowieckim, zm. 13 marca 2014 w Warszawie) – polski publicysta, polityk, działacz katolicki, prawnik. W latach 1981–1984 prezes Polskiego Związku Katolicko-Społecznego. Poseł na Sejm PRL IV, V, VI, VII i VIII kadencji.

## Życiorys
Syn Leona i Wandy z Kuplińskich. Podczas okupacji niemieckiej uczęszczał na tajne komplety. Konspiracyjną maturę uzyskał w maju 1944 w I Państwowym Gimnazjum i Liceum im. Stefana Batorego w Warszawie. W styczniu 1941 przystąpił do Szarych Szeregów, gdzie przyjął pseudonim „Pionier”. 15 sierpnia 1943 mianowany na stopień podharcmistrza. Zajmował się najpierw wywiadem, potem (w grudniu 1943) został komendantem Grup Szturmowych w rejonie Grodziska i Milanówka. We wrześniu 1943 został przyjęty do Szkoły Podchorążych Rezerwy Piechoty Agricola. Po jej ukończeniu, jako kapral podchorąży dowodził plutonem Armii Krajowej w ramach akcji „Burza”. Następnie zaangażował się na krótko w działalność podziemia antykomunistycznego (używał pseudonimu „Krzysztof”).
Jesienią 1945 zamieszkał w Krakowie i pod zmienionym nazwiskiem (Jan Grabowski) rozpoczął studia na Wydziale Prawa Uniwersytetu Jagiellońskiego. W tym samym roku zapisał się do Związku Młodzieży Wiejskiej RP „Wici”. Równocześnie w latach 1946–1948 odbywał studia w Szkole Nauk Politycznych przy Wydziale Prawa UJ, jednak ich nie ukończył. Ujawnił się 7 marca 1947 w WUBP w Warszawie podczas ogłoszonej amnestii. Studia prawnicze na UJ ukończył w 1949. Następnie rozpoczął współpracę z dziennikiem „Słowo Powszechne” oraz czasopismami „Dziś i Jutro” i „Tygodnik Powszechny”. Od 1952 członek Stowarzyszenia Dziennikarzy Polskich. Po poznaniu w 1950 Bolesława Piaseckiego związał się blisko ze środowiskiem Stowarzyszenia PAX. W wyborach do rad narodowych w 1954 został wybrany (z rekomendacji Pax-u) do Miejskiej Rady Narodowej Grodziska Mazowieckiego. W 1955 popadł jednak w konflikt z Piaseckim i wspólnie z Tadeuszem Mazowieckim opuścił PAX. Przez następny rok nie mógł nigdzie znaleźć pracy.
Po przełomie politycznym w 1956 zaczął współtworzyć nowe środowiska społeczno-polityczne: Znaku, Klubu Inteligencji Katolickiej (był członkiem zarządu warszawskiego KIK) oraz czasopisma „Więź” (którego był współzałożycielem i wieloletnim redaktorem naczelnym). Dla finansowania inicjatyw wydawniczych i społecznych środowisk katolickich powołał Centralę Wytwórczo-Usługową „Libella”, która prowadziła własną działalność gospodarczą. W 1966 został członkiem kombatanckiego Związku Bojowników o Wolność i Demokrację. W latach 1965–1985 sprawował nieprzerwanie mandat poselski na Sejm PRL. W 1967 został twórcą i głównym moderatorem Ośrodka Dokumentacji i Studiów Społecznych. Od lat 60. współpracował z emigracyjnym Stronnictwem Pracy (m.in. Karolem Popielem i Konradem Sieniewiczem). Jako poseł koła Znaku był jednym z pięciu parlamentarzystów, którzy 11 marca 1968 złożyli w Sejmie interpelację sprzeciwiającą się brutalnej akcji milicji i ORMO. W latach 1977–1983 członek prezydium Ogólnopolskiego Komitetu Frontu Jedności Narodu.
Według materiałów zgromadzonych w archiwum Instytutu Pamięci Narodowej był od 1965 tajnym współpracownikiem Służby Bezpieczeństwa o pseudonimie „Paweł”. Jak ustalił Jan Żaryn, został zarejestrowany ze względu na rozmowy polityczne z SB, a nie ze względu na podpisanie zobowiązania do współpracy.
W 1981 był jednym ze współtwórców Polskiego Związku Katolicko-Społecznego, którego został następnie pierwszym prezesem (funkcję tę pełnił do 1984). W 1982 wszedł w skład prezydium Tymczasowej Rady Krajowej Patriotycznego Ruchu Odrodzenia Narodowego. Od 1986 członek Stowarzyszenia Autorów ZAiKS. Od 1986 do 1989 wchodził w skład Rady Konsultacyjnej przy Przewodniczącym Rady Państwa Wojciechu Jaruzelskim.
W lutym 1989 wraz z Władysławem Siłą-Nowickim i środowiskiem chadeckiej emigracji reaktywował Stronnictwo Pracy (pod nazwą Chrześcijańsko-Demokratyczne Stronnictwo Pracy), którego został wiceprzewodniczącym. W wyborach parlamentarnych w 1989 wystartował bez powodzenia do Sejmu jako kandydat niezależny Klubu Chrześcijańsko-Demokratycznego. W kwietniu 1990 na III Kongresie ChDSP nie wszedł do nowych władz partii.
W 1990 został członkiem Stowarzyszenia Szarych Szeregów oraz Światowego Związku Żołnierzy Armii Krajowej. W 1992 przyjęty do Katolickiego Stowarzyszenia Dziennikarzy. W 1999 został awansowany na stopień podporucznika w stanie spoczynku. W 2003 mianowany porucznikiem.
Pochowany został na cmentarzu Powązkowskim w Warszawie (kwatera 261-7-9/10). Nad jego grobem przemawiali m.in. prof. Jan Żaryn, prof. Ryszard Bender oraz Ryszard Gajewski.

## Życie prywatne
Od 1948 był żonaty z Krystyną Agnieszką Skarżyńską, z którą miał czworo dzieci: Krzysztofa (1949–1999), Jadwigę (1951–1970), Wandę (ur. 1952) i Macieja (ur. 1959).

## Odznaczenia i wyróżnienia
- Krzyż Komandorski Orderu Odrodzenia Polski (2014, pośmiertnie)[16][17]
- Krzyż Oficerski Orderu Odrodzenia Polski (1969)
- Krzyż Kawalerski Orderu Odrodzenia Polski (1964)
- Krzyż Partyzancki (1995)
- Krzyż Armii Krajowej (1971)
- Medal 30-lecia Polski Ludowej (1974)
- Krzyż Niezłomnych (1998)
- Odznaka pamiątkowa Akcji „Burza” (1994)
- Odznaka 1000-lecia Państwa Polskiego (1966)[18]

## Książki wydane

### Prace własne
- Kościół i świat współczesny (Wyd. „Znak”, Kraków 1967, II wydanie ODiSS 1986),
- Na polskim skrzyżowaniu dróg (ODiSS 1972),
- Tożsamość i siły narodu (Odnowa Londyn 1978),
- Kawałki pociętego sztandaru (Fundacja Szarych Szeregów –  ODiSS, 1992),
- Chrześcijańska demokracja w kraju i na emigracji 1947–1970 (OSPiS Lublin 1999),
- Odwagę łączyć z rozwagą – Polski Związek Katolicko-Społeczny w latach 1980–1983 (OSPiS Lublin 2001),
- Prymas Stefan Wyszyński – Opór i zwycięstwo 1948–1956, (Bertelsmann 2002),  ISBN 83-7311-495-5[19],
- Dzienniki 1956–1965 t. 1, 1951–1965 (Instytut Pamięci Narodowej, Warszawa 2008)[20],
- Dzienniki 1966–1975 t. 2, 1966–1975 (Instytut Pamięci Narodowej, Warszawa 2011),
- Dzienniki 1976–1986, t. 3, cz. 1: 1976–1981 (Instytut Pamięci Narodowej, Warszawa 2013),
- Dzienniki 1976–1986, t. 3, cz. 2: 1982–1986 (Instytut Pamięci Narodowej, Warszawa 2013).

### Współautor w pracach zbiorowych
- Polnisches Mosaik (Verlag Klaus Hesse Bonn 1974),
- Sługa Boży Stefan kardynał Wyszyński (1901–1981) (Adam Warszawa 2000),
- Kardynał Stefan Wyszyński Prymas Tysiąclecia Mąż Stanu 1901–1981–2001 (Wyd. Sejmowe 2001),
- Sowieckiemu zniewoleniu nie – Harcerska druga konspiracja 1944–1956 (Wyd. Ład 2005).

Napisał też kilkaset artykułów w pismach krajowych i zagranicznych.